# Niuton
Niuton (N) – jednostka siły w układzie SI (jednostka pochodna układu SI).
1 N to siła, z jaką trzeba działać na ciało o masie 1 kg, aby nadać mu przyspieszenie równe 1 m/s²
{\displaystyle \mathrm {1\,N=1{\frac {kg\cdot m}{s^{2}}}} }
Nazwa niuton upamiętnia angielskiego uczonego Isaaca Newtona.

## Przykłady
- 1 N to siła z jaką ziemska grawitacja oddziałuje na ciało o masie około 0,10198 kg ≈ 102 g (np. małe jabłko).
- Na powierzchni Ziemi na ciało o masie 1 kg działa siła skierowana w dół o wartości około 9,81 N, czyli 1 kgf[3]. W inżynierii i w codziennym życiu często stosuje się przybliżenie:

```
9,81 N = 1 kgf ≈ 10 N.
```

- Dekaniuton (daN) = 10 N jest używany do określenia wytrzymałości np. lin jako przybliżenie 1 kgf.
- Siła przyciągania Ziemi działająca na człowieka o masie 75 kg wynosi około 736 N.

## Przedrostki SI
Wielokrotności i podwielokrotności jednostki (wyróżniono najczęściej używane):
| Wielokrotności | Wielokrotności | Wielokrotności |  | Podwielokrotności | Podwielokrotności | Podwielokrotności |
| Mnożnik        | Nazwa          | Symbol         |  | Mnożnik           | Nazwa             | Symbol            |
| -------------- | -------------- | -------------- |  | ----------------- | ----------------- | ----------------- |
| 100            | niuton         | N              |  |                   |                   |                   |
| 101            | dekaniuton     | daN            |  | 10−1              | decyniuton        | dN                |
| 10²            | hektoniuton    | hN             |  | 10−2              | centyniuton       | cN                |
| 10³            | kiloniuton     | kN             |  | 10−3              | miliniuton        | mN                |
| 106            | meganiuton     | MN             |  | 10−6              | mikroniuton       | µN                |
| 109            | giganiuton     | GN             |  | 10−9              | nanoniuton        | nN                |
| 1012           | teraniuton     | TN             |  | 10−12             | pikoniuton        | pN                |
| 1015           | petaniuton     | PN             |  | 10−15             | femtoniuton       | fN                |
| 1018           | eksaniuton     | EN             |  | 10−18             | attoniuton        | aN                |
| 1021           | zettaniuton    | ZN             |  | 10−21             | zeptoniuton       | zN                |
| 1024           | jottaniuton    | YN             |  | 10−24             | joktoniuton       | yN                |